# Micaria imperiosa
Micaria imperiosa är en spindelart som beskrevs av Willis J. Gertsch 1935. Micaria imperiosa ingår i släktet Micaria och familjen plattbuksspindlar. Inga underarter finns listade i Catalogue of Life.